# کانگ یوئه
کانگ یوئه (انگلیسی: Kang Yue؛ زادهٔ ۸ اکتبر ۱۹۹۱) وزنه‌بردار زن اهل چین است.
وی در مسابقات کشوری و بین‌المللی در مجموع برندهٔ ۲ مدال طلا، ۵ مدال نقره شده‌است.